# Exidia aeruginosa
Exidia aeruginosa är en svampart som beskrevs av P. Roberts 2006. Exidia aeruginosa ingår i släktet Exidia och familjen Auriculariaceae.   Inga underarter finns listade i Catalogue of Life.